# Pseudagrion calosomum
Pseudagrion calosomum – gatunek ważki z rodziny łątkowatych (Coenagrionidae).